# Parhoplophryne usambarica
Genre
Espèce
Statut de conservation UICN

 CR B1ab(iii) : 
En danger critique
Parhoplophryne usambarica, unique représentant du genre Parhoplophryne, est une espèce d'amphibiens de la famille des Microhylidae.

## Répartition
Cette espèce est endémique de la partie orientale des monts Usambara en Tanzanie,.

## Étymologie
Cette espèce est nommée en référence au lieu de sa découverte, les monts Usambara..

## Description
L'holotype, une femelle immature, mesurait 23 mm. Sa coloration était similaire à celle de l'espèce Hoplophryne rogersi.

## Publication originale
- Barbour & Loveridge, 1928 : A comparative study of the herpetological faunae of the Uluguru and Usambara Mountains, Tanganyika Territory with descriptions of new species. Memoirs of the Museum of Comparative Zoology, Cambridge, Massachusetts, vol. 50, no 2, p. 87-265 (texte intégral).